# استانداری آذربایجان غربی
استانداری آذربایجان غربی یک نهاد مرتبط سازمان امور اداری کشور و نمایندهٔ دولت جمهوری اسلامی ایران در استان آذربایجان غربی است که در شهر ارومیه واقع شده است.

## فرمانداری‌ها
- فرمانداری شهرستان ارومیه
- فرمانداری شهرستان خوی
- فرمانداری شهرستان میاندوآب
- فرمانداری شهرستان بوکان
- فرمانداری شهرستان مهاباد
- فرمانداری شهرستان سلماس
- فرمانداری شهرستان پیرانشهر
- فرمانداری شهرستان نقده
- فرمانداری شهرستان سردشت
- فرمانداری شهرستان ماکو
- فرمانداری شهرستان شاهین‌دژ
- فرمانداری شهرستان تکاب
- فرمانداری شهرستان اشنویه
- فرمانداری شهرستان شوط
- فرمانداری شهرستان چایپاره
- فرمانداری شهرستان چالدران
- فرمانداری شهرستان پلدشت
- فرمانداری شهرستان میرآباد
- فرمانداری شهرستان چهاربرج
- فرمانداری شهرستان باروق